# Heinrich von Haugwitz
Heinrich Bernhard Karl Paul Georg Curt Graf von Haugwitz-Hardenberg-Reventlow, Freiherr von Klein-Obisch (* 14. April 1844 auf Schloss Carolath, Kreis Grünberg, Provinz Schlesien; † 26. März 1927 auf Schloss Namiest, Mähren) war ein deutscher Rittergutsbesitzer und Parlamentarier.

## Leben
Heinrich von Haugwitz wurde als ältestes von vier Kindern des Kurt von Haugwitz und der Lucy geb. Prinzessin von Schönaich-Carolath geboren. Nach dem Besuch des evangelischen Gymnasiums in Ratibor studierte er an der Rheinischen Friedrich-Wilhelms-Universität Bonn Rechts- und Kameralwissenschaften. 1865 wurde er Mitglied des Corps Borussia Bonn. Nach dem Studium wurde er Majoratsherr auf Schloss Krappitz. 
Von Haugwitz war Landesältester, Kreisdeputierter und Deichhauptmann des Landkreises Oppeln, dänischer Hofjägermeister und Mitglied des Preußischen Herrenhauses. Am Deutschen Krieg und Deutsch-Französischen Krieg nahm er als Kavallerie-Offizier teil. Zuletzt war er Rittmeister. Er war verheiratet mit Fredine von Maubeuge (1849–1904). Sie war die Tochter der Hedwig Gräfin Praschma und des Juristen Richard von Maubeuge, Gutsbesitzer, Ehrenritter des katholischen Souveränen Malteserordens und Landschaftsdirektor der Fürstentümer Neiße und Grottkau.  
1886 trat Heinrich von Haugwitz in den evangelischen Johanniterorden ein, als Ehrenritter. Am 24. Juni 1896 wurde Graf Haugwitz mit weiteren Honoratioren, u. a. Ernst von Köller, Oswald von Rittberg, Ferdinand von Zeppelin, in der Johanniterkirche zu Sonnenburg zum Rechtsritter ernannt.
Später gehörte ihm als Nebensitz auch Schloss Schlawa.